# Amy Cure
Pour les articles homonymes, voir Cure.
Amy Cure, née le 13 décembre 1992 à Burnie, est une coureuse cycliste australienne. Elle est championne du monde de la course aux points en 2014 et de poursuite par équipes en 2015 et 2019. Elle a auparavant remporté quatre titres de championne du monde sur piste en catégorie junior en 2009 et 2010. Lors des championnats du monde juniors de 2010, elle a battu le record du monde de poursuite individuelle dans cette catégorie, en 2 min 22 s 499. Son record est battu en juillet 2016 par la Lituanienne Olivija Baleišytė.
Après le report des Jeux olympiques de Tokyo à 2021 en raison de la pandémie de COVID-19, elle a annoncé sa retraite du cyclisme de compétition en juin 2020.

## Palmarès sur piste

### Jeux olympiques
- Rio 2016
  - 5e de la poursuite par équipes

### Championnats du monde
- Moscou 2009
  -  Championne du monde de scratch juniors
  -  Médaillée d'argent de la poursuite juniors
- Montichiari 2010
  -  Championne du monde de scratch juniors
  -  Championne du monde de poursuite juniors
  -  Championne du monde de poursuite par équipes juniors (avec Isabella King et Michaela Anderson)
- Apeldoorn 2011
  - 4e de la poursuite par équipes (avec Katherine Bates et Josephine Tomic)
  - 8e de l'omnium
- Melbourne 2012
  - 4e de la poursuite individuelle
  - 10e de la course aux points
- Minsk 2013
  -  Médaillée d'argent de la poursuite
  -  Médaillée d'argent de la poursuite par équipes
- Cali 2014
  -  Championne du monde de la course aux points
  -  Médaillée de bronze de la poursuite individuelle
  -  Médaillée de bronze de la poursuite par équipes
- Saint-Quentin-en-Yvelines 2015
  -  Championne du monde de poursuite par équipes (avec Ashlee Ankudinoff, Annette Edmondson, Melissa Hoskins)
  -  Médaillée d'argent du scratch
  -  Médaillée de bronze de la poursuite individuelle
- Londres 2016
  - 5e de la poursuite par équipes
- Hong Kong 2017
  -  Médaillée d'argent de la poursuite par équipes
  -  Médaillée de bronze de l'omnium
  -  Médaillée de bronze de l'américaine
  - 11e de la course aux points[5]
- Pruszków 2019
  -  Championne du monde de poursuite par équipes (avec Ashlee Ankudinoff, Annette Edmondson, Georgia Baker et Alexandra Manly)
  -  Médaillée d'argent de l'américaine

### Coupe du monde
- 2010-2011
  - 3e du scratch à Manchester
- 2011-2012
  - 3e de la poursuite à Londres
  - 3e de la poursuite par équipes à Londres
- 2012-2013
  - 2e de la poursuite par équipes à Glasgow
- 2013-2014
  - 3e de la poursuite par équipes à Aguascalientes
- 2014-2015
  - 1re de la course aux points à Londres
  - 2e de la poursuite par équipes à Londres
- 2015-2016
  - 1re de la poursuite par équipes à Cali (avec Georgia Baker, Ashlee Ankudinoff et Isabella King)
- 2016-2017
  - 1re de la poursuite par équipes à Cali (avec Alexandra Manly, Ashlee Ankudinoff et Rebecca Wiasak)
  - 1re de la course aux points à Cali
  - 1re de l'américaine à Los Angeles (avec Alexandra Manly)
- 2018-2019
  - 2e de la poursuite par équipes à Berlin
  - 2e de l'américaine à Londres

### Jeux du Commonwealth
| Édition / Épreuve | Poursuite individuelle | Poursuite par équipes                    | Scratch |
| New Delhi 2014    | Bronze                 |                                          | Argent  |
| Gold Coast 2018   |                        | Or (avec Manly, Ankudinoff et Edmondson) | Or      |

### Championnats d'Océanie
| Édition / Épreuve | Poursuite par équipes                    | Course aux points | Scratch | Américaine          | Omnium |
| Invercargill 2011 | Argent                                   |                   |         |                     | Argent |
| Melbourne 2016    | Or (avec Ankudinoff, Edmondson et Manly) | Argent            | Argent  | Or (avec Edmondson) | Or     |
| Invercargill 2019 |                                          | Or                |         | Or                  | Or     |

### Championnats d'Australie
- Championne d'Australie de poursuite juniors en 2009, 2010
- Championne d'Australie de la course aux points juniors en 2010

- Championne d'Australie de poursuite en 2014 et 2015
- Championne d'Australie de poursuite par équipes en 2014 et 2015
- Championne d'Australie de la course aux points en 2017 et 2018
- Championne d'Australie du scratch en 2017, 2018 et 2019

## Palmarès sur route
- 2010
  -  Championne d'Australie du contre-la-montre juniors
  -  Médaillée de bronze du championnat du monde du contre-la-montre juniors
  - 3e du championnat d'Australie sur route juniors
- 2011
  - 2e du championnat d'Australie du contre-la-montre juniors
- 2012
  - 2e étape du RaboSter Zeeuwsche Eilanden
  - 2e du RaboSter Zeeuwsche Eilanden
- 2013
  - Adelaide Tour :
    - Classement général
    - 2e étape

  - Tour de Feminin - O cenu Ceskeho Svycarska :
    - Classement général
    - 2e et 4e étapes

  - 5e étape du Trophée d'Or
- 2014
  - 2e du Trofee Maarten Wynants
- 2017
  - 2e du Tour du Guangxi

### Classements mondiaux
| Année                                 | 2012 | 2013 | 2014 | 2015 | 2016 | 2017 | 2018 |
| ------------------------------------- | ---- | ---- | ---- | ---- | ---- | ---- | ---- |
| Classement UCI                        | 121e | 58e  | 158e | nc   | nc   | 127e | 178e |
| UCI World Tour                        |      |      |      |      | nc   | nc   | 269e |
|                                       |      |      |      |      |      |      |      |
| Légende : nc = non classéSource : UCI |      |      |      |      |      |      |      |